# ۸۷ متر
۸۷ متر نام مجموعه تلویزیونی به کارگردانی کیانوش عیاری است. داستان دربارهٔ دو خانواده به نام پوردورانی و خلیلی است. این مجموعه که آخرین اثر تلویزیونی کیانوش عیاری است ناتمام ماند و تا به حال از تلویزیون پخش نشده است.

## خلاصه داستان
علیرضا پوردورانی به همراه همسر، دو دختر و پسرش خانه‌ای را از یک فروشنده به نام فرج ناصری خریداری می‌کنند؛ اما روز اسباب‌کشی متوجه می‌شوند که خانه به فرد دیگری به نام رجب خلیلی فروخته شده‌است. رجب به همراه پسر، همسر و دو دخترش صبح زودتر از پوردورانی‌ها به خانه رسیده‌اند و وسایلشان را در خانه گذاشته‌اند، اما با رسیدن خانواده پوردورانی، ماجرای کلاهبرداری مشخص می‌شود.

## بازیگران
- علی دهکردی
- فریبا کامران
- مهران رجبی
- شهین تسلیمی
- فریده سپاه منصور
- حسین سلیمانی
- دیبا زاهدی
- سعید پیردوست
- شبنم عرفی نژاد
- مانی صدیقی
- عرفان آصفی
- سونیا سنجری
- نیما نوری زاده
- الهه خادمی
- حسام قاسمی
- غزل شجاعی
- ملیکا نصیری
- عادله دائم پناه
- بازیگران مهمان
- علی سلیمانی
- محمد بحرانی
- داریوش کاردان
- مریم سلطانی
- علی انصاریان
- یوسف صفری بختیاری
- شیما مرزی
- رضا مسعودی
- سهیلا کاشفی
- شوار کریم زاده
- رضا صادق
- حسام قاسمی